# Rubus chaerophyllus
Rubus chaerophyllus — вид квіткових рослин з родини трояндових (Rosaceae). Ареал: Східна Німеччина (Бранденбург, Баварія, Саксонія, Тюрінгія), Південно-Західна Польща, Чехія.